# Vota Juan
Vota Juan va ser una sèrie de televisió espanyola produïda per 100 balas que es va emetre a TNT. Va estar protagonitzada per Javier Cámara i María Pujalte. Es va estrenar el 25 de gener de 2019.
Es va crear un spin off de la sèrie sota el nom de Vamos Juan amb gran part del repartiment que és la continuació d'aquesta sèrie.

## Repartiment

### Repartiment principal
- Javier Cámara - Juan Carrasco
- María Pujalte - Macarena Lombardo
- Nuria Mencía - Carmen Müller
- Adam Jezierski - Víctor Sanz

#### Amb la col·laboració especial de
- Joaquín Climent - Luis Vallejo (Episodi 1 - Episodi 3; Episodi 5 - Episodi 8)

#### Repartiment recurrent
- Pedro Ángel Roca - Pascual Anduga (Episodi 1 - Episodi 6)
- Esty Quesada - Eva Carrasco (Episodi 2 - Episodi 4; Episodi 6 - Episodi 8)
- Yaël Belicha - Paula (Episodi 2 - Episodi 3; Episodi 6 - Episodi 8)
- Mona Martínez - Simona (Episodi 2 - Episodi 3; Episodi 6)

#### Repartiment episòdic
- Elena Seijo - Carmen Feijoo (Episodi 1)
- Coté Soler - Delegat Xunta (Episodi 1)
- Pepa Lucas - Periodista (Episodi 1; Episodi 3)
- Mireia Portas - María Isabel (Episodi 2)
- Ángel Saavedra - Regidor (Episodi 2)
- Pilar Matas - Senyora de Tudela (Episodi 3)
- Algis Arlauskas - Ambaixador Rus (Episodi 3)
- Manuel Ramos - Periodista (Episodi 3)
- José Luis Marín - Xofer Berlina (Episodi 3)
- Sandra Collantes - Directora d'Institut (Episodi 4)
- Juan Díaz Riquelme - Alumne Discapacitat (Episodi 4)
- Elisa Hipólito - Alumna Firma (Episodi 4)
- Alicia Santos - Alumna Pregunta (Episodi 4)
- Álvaro de Juana - Alumne (Episodi 4)
- Teresa Peiroten - Filla de Recalde (Episodi 4)
- Ricardo Lacámara - Amancio Juriel (Episodi 5)
- Edu Rejón – Cambrer Agrupació (Episodi 5)
- Jonathan Tapia - Militant (Episodi 5)
- Fernando Rodríguez - Locutor Ràdio (Episodi 5)
- Miguel Brocca - Cambrer (Episodi 6)
- José Luis Martín - Company Juan (Episodi 6)
- Diego Paris - Company Juan (Episodi 6)
- Miguel Maldonado - Guàrdia de Seguridad (Episodi 7)
- Elvira Cuadrupani - Executiva (Episodi 7)
- Pedro Almagro - Executiu (Episodi 7)
- Alexandra Quejido - Maquilladora (Episodi 7)

##### Amb la col·laboración especial de
- Cristobal Suárez - Ignacio Recalde (Episodi 4)
- Pepe Ocio - Roberto (Episodi 4)
- Pilar Gómez - Pepa (Episodi 5)
- José Luis Martínez - Ramón Aguilar (Episodi 5)
- Natalia Dicenta - Arantza (Episodi 6)
- Llum Barrera - Sofía Palacios (Episodi 7)
- Óscar de la Fuente - Adriano Berenguer (Episodi 7)

##### Artista Invitat
- Mario Gas - President (Episodi 7 - Episodi 8)

## Episodis i audiència
| Temporada | Temporada | Episodis | Estrena             | Final                | Audiència   | Audiència | Audiència |
| Temporada | Temporada | Episodis | Estrena             | Final                | Espectadors | Quota     |           |
| --------- | --------- | -------- | ------------------- | -------------------- | ----------- | --------- | --------- |
|           | 1         | 8        | 25 de gener de 2019 | 15 de febrer de 2019 | —           | —         |           |
| Total     | Total     | 8        | 2019                | —                    | —           | —         |           |

## Capítols
| Núm. (sèrie) | Núm. (temp.) | Títol        | Director(és)       | Guionista(s)                                                       | Data d'emissió       | Audiència        |
| ------------ | ------------ | ------------ | ------------------ | ------------------------------------------------------------------ | -------------------- | ---------------- |
| 1            | 1            | «Episodio 1» | David Serrano      | Juan Cavestany i Diego San José                                    | 25 de gener de 2019  | 56 000 (0,3%)    |
| 2            | 2            | «Episodio 2» | David Serrano      | Juan Cavestany, Diego San José, Daniel Castro i Víctor García León | 25 de gener de 2019  | 49 000 (0,3%)    |
| 3            | 3            | «Episodio 3» | David Serrano      | Juan Cavestany, Diego San José, Daniel Castro i Víctor García León | 1 de febrer de 2019  | 58 000 (0,3%)    |
| 4            | 4            | «Episodio 4» | David Serrano      | Juan Cavestany, Diego San José, Daniel Castro i Víctor García León | 1 de febrer de 2019  | 40 000 (0,3%)    |
| 5            | 5            | «Episodio 5» | Víctor García León | Diego San José, Daniel Castro i Víctor García León                 | 8 de febrer de 2019  | 88 000 (0,5%)    |
| 6            | 6            | «Episodio 6» | Víctor García León | Diego San José, Daniel Castro i Víctor García León                 | 8 de febrer de 2019  | 58 000 (0,3%)    |
| 7            | 7            | «Episodio 7» | Víctor García León | Diego San José i Tom Fernández                                     | 15 de febrer de 2019 | Sense determinar |
| 8            | 8            | «Episodio 8» | Víctor García León | Diego San José i Tom Fernández                                     | 15 de febrer de 2019 | Sense determinar |